# ラザロの復活 (レンブラント)
『ラザロの復活』(ラザロのふっかつ、蘭: De opwekking van Lazarus、英: The Rising of Lazarus）は、17世紀オランダ黄金時代の巨匠レンブラント・ファン・レインが、おそらく初期の1630-1632年に板上に油彩で制作した絵画である。 主題は、『新約聖書』の中の「ヨハネによる福音書」第11章に記述されている「ラザロの復活」である。作品は、ロサンゼルス・カウンティ美術館に所蔵されている。

## 作品
プロテスタントのカルヴァン派の国オランダでは、教会用の宗教的主題の作品は禁じられ、宗教的主題の作品の公的な依頼もなかった。しかし、個人的な依頼は多かったため、レンブラントの作品においても宗教的主題の作品が多くを占めている。
レンブラントは、「ラザロの復活」の主題を扱った多くの版画を制作しているが、油彩で描いたものとしては本作が唯一のものである。本作は、イエス・キリストの呼びかけで、ラザロが死から蘇り、墓から立ち上がる瞬間を描いている。画家は、埋葬場所の暗い洞窟の内部と、鑑賞者の注意を引き、登場人物を強調する限定された灯火を描くことにより、絵画でキアロスクーロ (明暗の対比) を使用している。ラザロが画面半分の暗がりの中にいる一方、左側のキリストを含む人物たちはラザロよりもずっと明るく照らし出されているのである。
『ラザロ、出てきなさい』と大声で呼んだ瞬間のキリストは、口を開き右手を挙げた状態で描かれている。集まっている人々は、ラザロが生き返るのを驚いて見つめている。その中で、ラザロの姉妹であるマリアとマルタは、身振りと表情により眼前で起きていることへの畏敬を表している。最も明るく照らされているのは、両手を掲げて前に身体を乗り出すマリアの顔で、副次的な光線がキリストの顔を照らし、蘇生しつつあるラザロを薄明りに包んでいる。その頭上の刀剣、弓、矢筒、ターバンに光が反射しているが、こうした細部が暗い洞窟の描写を単調さから救っている。衣服の藤色、バラ色、水色の微妙な色彩もまた、洞窟の劇的な暗さによって霞んではいない。

## 制作の歴史的背景

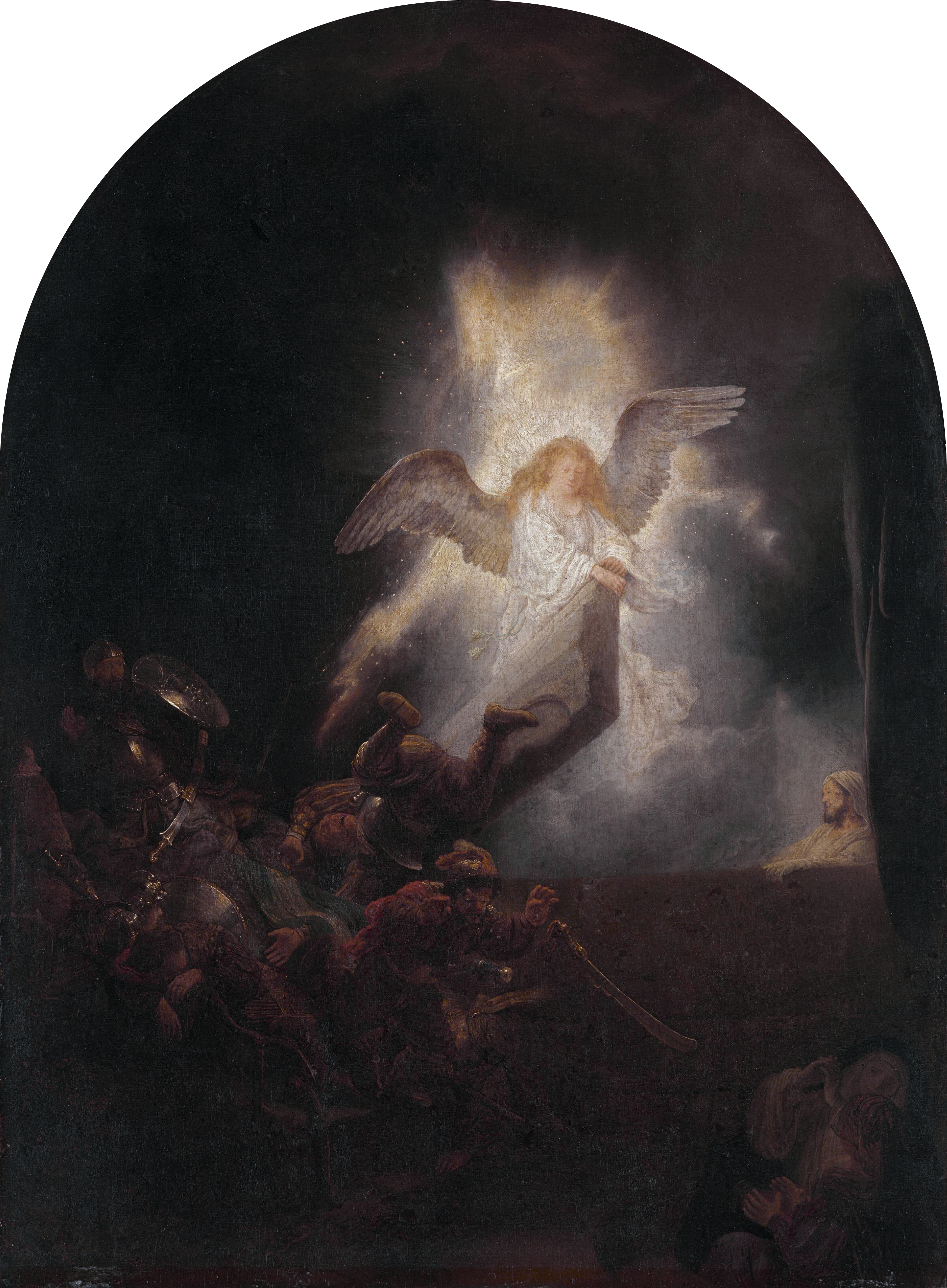
レンブラント・ファン・レイン『キリストの復活』(1635-1639年)、アルテ・ピナコテーク (ミュンヘン)

レンブラントは、画業の初期に本作『ラザロの復活』を描いているが、当時はまだレイデンにいて、師のピーテル・ラストマンのもとでの修業を終えてから間もなく、本作におけるラストマンの影響は明らかである。レンブラントは、同主題のエッチングの版画を2点制作したが、2点の構図は異なっている (下のギャラリーを参照)。1632年のエッチングは本作と視点が異なり、1642年のエッチングは洞窟の中の人物が本作と異なっている。1642年のエッチングはまた、キリストを妖術師というより治癒者として描いている (シスター・ウェンディー・ベケットは、本作においてはキリストが勝利の救済者というより疲労した妖術師として描かれていると述べている) 。
本作の主題は、日付のないヤン・リーフェンスの同主題のエッチングに由来しているのかもしれない。リーフェンスとレンブラントは友人であり、おそらくいっしょに制作をした。また、『ラザロの復活』の構図は、同じくレンブラントの『キリストの埋葬』と同時期の彼の素描に由来している可能性もある。本作は、彼の絵画『キリストの復活』(1635-1639年、アルテ・ピナコテーク) に最も似ているのかもしれない。 2作の人物の配置は類似しており、素描を調べてみると、『キリストの復活』が『ラザロの復活』から発展したものであることを示している。

## 来歴
本作は、レンブラントの生涯の大半、画家自身によって所有されていたが、1656年の彼の破産時の競売で売却された。 レンブラントの家の控えの間に掛けられていたものとして目録に記されていた。絵画は、ヨーロッパの様々な所有者を経て、1959年にハワード・F・アーマンソン・シニア に売却され、後にロサンゼルス・カウンティ美術館に寄贈された。

## ギャラリー
レンブラントは、この主題で複数の素描やエッチングを制作した。

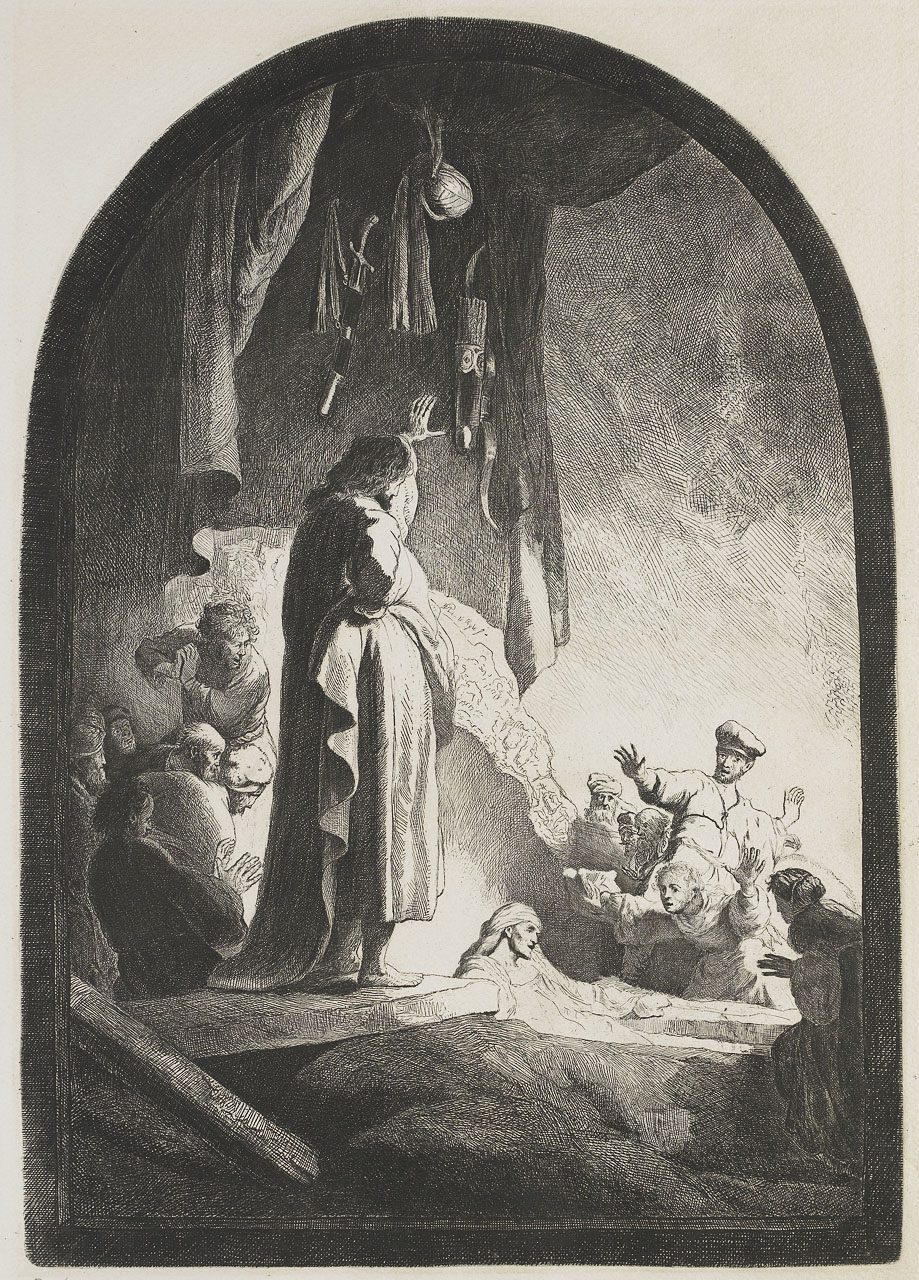
エッチング、1632年頃
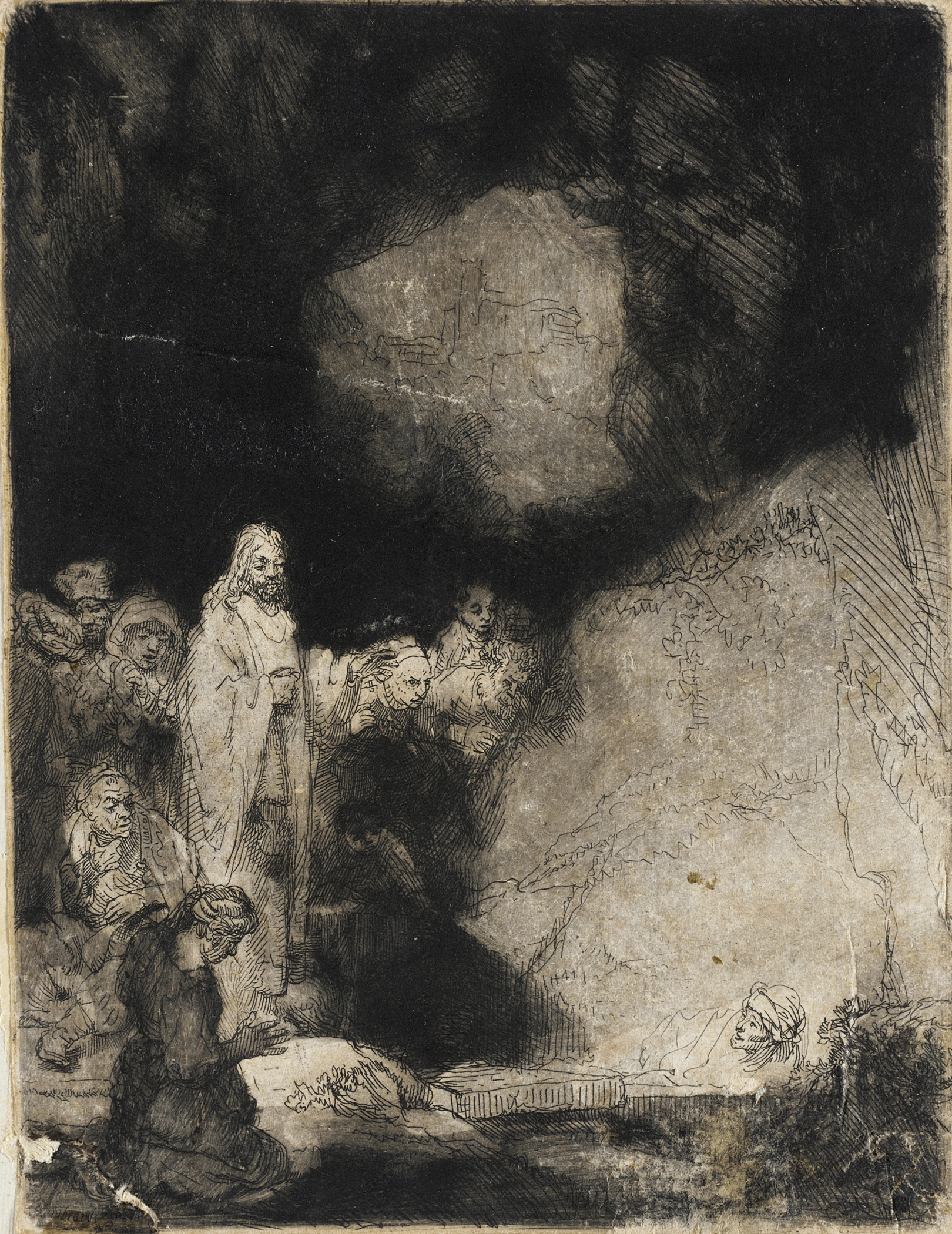
エッチング、1642年
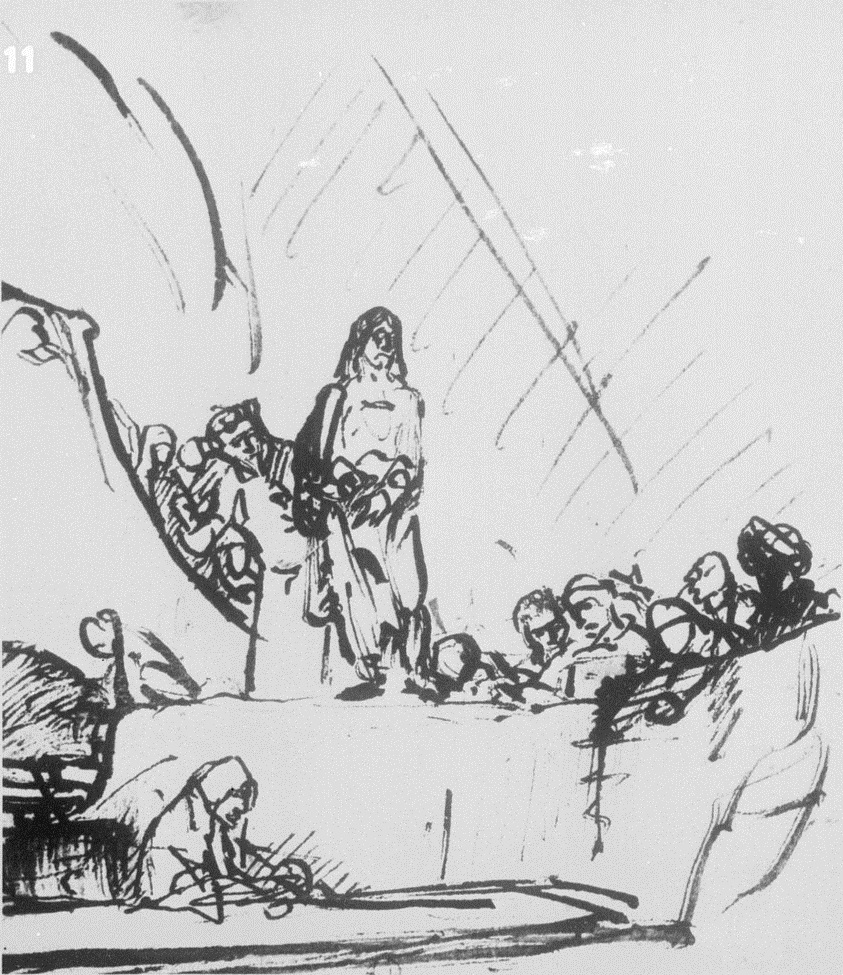
素描、1642年